# Тетрасульфид тетрамышьяка
Тетрасульфид тетрамышьяка — бинарное неорганическое соединение мышьяка и серы с формулой As4S4, красно-коричневые кристаллы или оранжевое аморфное стекло, не растворимые в воде.

## Получение
- В природе встречается минерал реальгар — AsS с примесями [1]
- Сплавление стехиометрических количеств чистых веществ в инертной атмосфере:

{\displaystyle {\mathsf {4As+4S\ {\xrightarrow {320^{o}C}}\ As_{4}S_{4}}}}

## Физические свойства
Тетрасульфид тетрамышьяка образует красно-коричневые кристаллы или оранжевое аморфное стекло.
Кристаллы имеют несколько модификаций:
- α-As4S4 — Моноклинная сингония, пространственная группа P 21/n, параметры ячейки a = 0,927 нм, b = 1,350 нм, c = 0,656 нм, β = 106,61°, Z = 4, d = 3,506.
- β-As4S4 — Моноклинная сингония, пространственная группа C 2/c, параметры ячейки a = 0,9957 нм, b = 0,9935 нм, c = 0,8889 нм, β = 102,48°, Z = 4, d = 3,254.
- γ-As4S4 — минерал парареальгар.
- моноклинная сингония, пространственная группа P 21/n, параметры ячейки a = 1,1193 нм, b = 0,9994 нм, c = 0,7153 нм, β = 92,8°;

Не растворяется в воде и органических растворителях.
В твёрдом состоянии моносульфид мышьяка тетрамерен As4S4, в пара́х начинает диссоциировать и при ≈1000°С уже состоит из димеров As2S2.

## Химические свойства
- Окисляется горячей азотной кислотой:

{\displaystyle {\mathsf {As_{4}S_{4}+44HNO_{3}\ {\xrightarrow {100^{o}C}}\ 4H_{3}AsO_{4}+44NO_{2}+4H_{2}SO_{4}+12H_{2}O}}}
- Реагирует с щелочами:

{\displaystyle {\mathsf {3As_{4}S_{4}+16NaOH\ {\xrightarrow {100^{o}C}}\ 4NaAsO_{2}+4As\downarrow +4Na_{3}[AsS_{3}]+8H_{2}O}}}
- Окисляется кислородом воздуха при прокаливании:

{\displaystyle {\mathsf {As_{4}S_{4}+7O_{2}\ {\xrightarrow {400-500^{o}C}}\ 2As_{2}O_{3}+4SO_{2}}}}
- С сульфидами щелочных металлов и с серой образует тиоарсениты и тиоарсенаты:

{\displaystyle {\mathsf {As_{4}S_{4}+6Na_{2}S+2S\ {\xrightarrow {0^{o}C}}\ 4Na_{3}[AsS_{3}]}}}
{\displaystyle {\mathsf {As_{4}S_{4}+6Na_{2}S+6S\ {\xrightarrow {100^{o}C}}\ 4Na_{3}[AsS_{4}]}}}

## Применение
- Компонент халькогенидных стёкол.
- Компонент пиротехнических смесей.
- Пигмент в красках.
- Добавка при литье дроби.
- Удаление волос с кож.